# Pyramides
Pyramides – stacja linii 7 i 14 metra w Paryżu, położona w 1. dzielnicy.

## Stacja

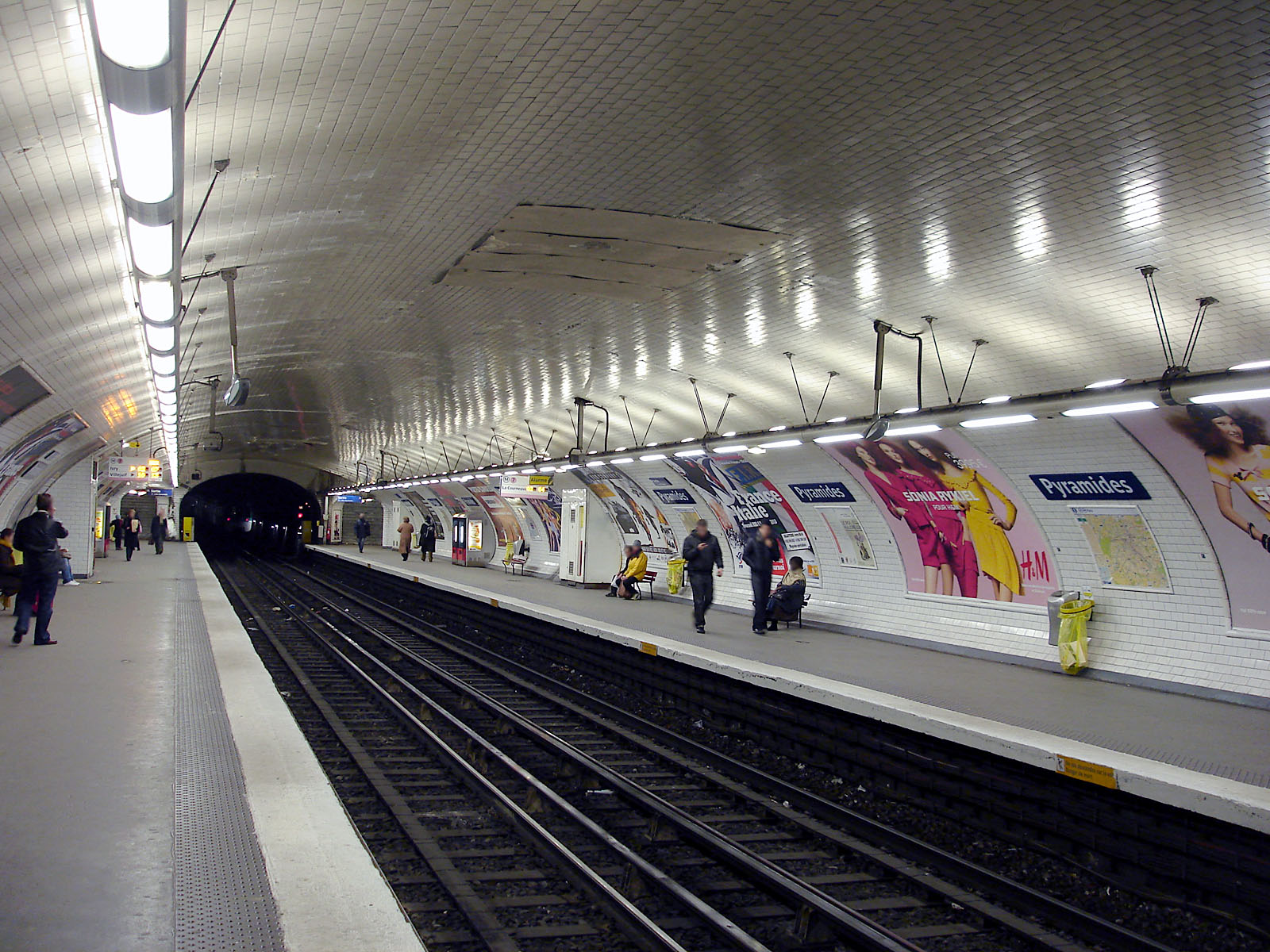
Stacja linii 7.

Stacja została otwarta w 1916 roku. Posiada dwie jednonawowe hale peronowe, każda z dwoma peronami bocznymi.
Sufit nad torami linii 14 pokrywa instalacja Jacques'a Tissiniera pod tytułem Tissignalisation n°14.
Nazwa stacji, pochodząca od nazwy pobliskiej ulicy Rue des Pyramides, upamiętnia wraz z nią bitwę pod piramidami (fr. la bataille des pyramides), rozegraną pomiędzy mamelukami Murada Beja i Ibrahima Paszy wspartymi piechotą arabską a armią francuską. W bitwie, mającej miejsce w trakcie wyprawy Napoleona do Egiptu, zwycięstwo odnieśli Francuzi.

## Przesiadki
Stacja umożliwia przesiadki na autobusy dzienne RATP.